# Roc del Dui
Roc del Dui är en bergstopp i Spanien.   Den ligger i provinsen Província de Girona och regionen Katalonien, i den nordöstra delen av landet, 500 km öster om huvudstaden Madrid. Toppen på Roc del Dui är 2 106 meter över havet.
Terrängen runt Roc del Dui är varierad, och sluttar söderut. Runt Roc del Dui är det mycket glesbefolkat, med 6 invånare per kvadratkilometer. Närmaste större samhälle är Ripoll, 18,7 km söder om Roc del Dui. Trakten runt Roc del Dui består i huvudsak av gräsmarker.